# Venus de Badalona
La Venus de Badalona es una escultura romana de mármol, fechada en el siglo I, que se conserva en el Museo de Badalona, en la ciudad de Badalona, en Cataluña.

## Descripción

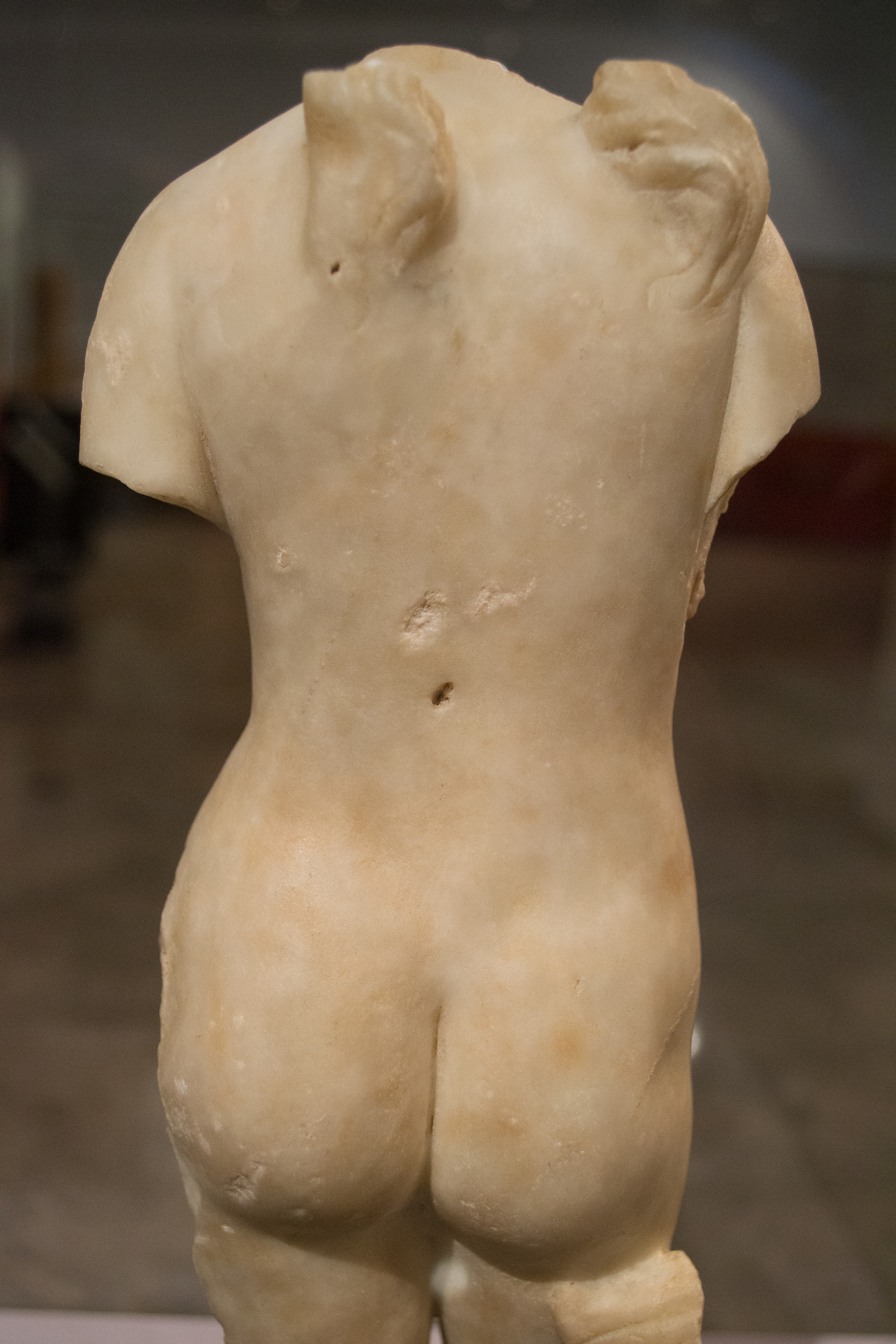
La estatua por la parte de atrás, Museo de Badalona.

La figura, realizada en mármol, es de pequeñas dimensiones, con unos 28 centímetros de altura, que representa a la diosa romana Venus, deidad femenina del amor, la belleza y la fecundidad, apoyada sobre la pierna izquierda. Fue descubierta mutilada, sin la cabeza, los brazos y las piernas; tampoco tenía el delfín que quizá le decoraba la cintura, porque sobre el muslo derecho se conserva lo que parece parte de la cola, y en el hombro, dos copos de pelo.
Por sus proporciones, se deduce que la figura decoró el jardín de alguna familia rica de Baetulo. Ésta es una figura que, seguramente, se encargó para pedir a Venus ayuda en la fertilidad y la belleza.
Se ha afirmado que la Venus de Badalona es, si no la mejor, una de las representaciones romanas femeninas más importantes de toda Cataluña.

## Historia

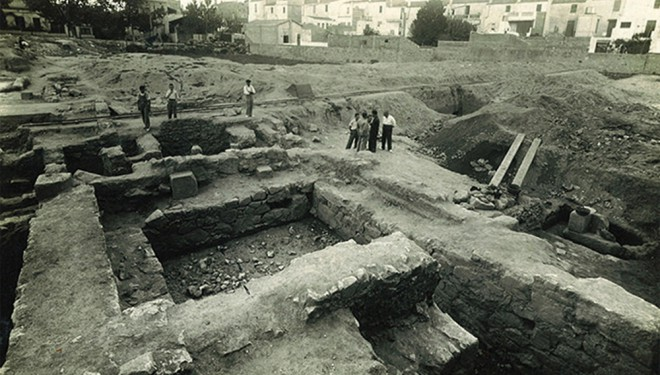
Excavaciones del Clos de la Torre (1934).

Fue descubierta el 26 de noviembre de 1934 en una antigua alcantarilla romana, en el contexto de las excavaciones del Clos de la Torre realizadas por el arqueólogo local Joaquim Font i Cussó, alma del primer museo de la ciudad, situado en la sede de la Agrupación Excursionista de Badalona. Sin embargo, la figura no se quedaría demasiado en Badalona, pues después de la Guerra Civil, en 1940, como medida de represalia política, la figura fue requisada y trasladada a Barcelona.
La escultura volvió a Badalona el 19 de octubre de 1980, gracias a la ferviente lucha que llevó a cabo Font i Cussó con las instituciones para que los restos arqueológicos se devolvieran a Badalona provenientes del Museo Arqueológico de Barcelona. Desde su vuelta, la Venus se ha convertido en la pieza estrella del Museo de Badalona y en todo un símbolo para la ciudad.

## Representante de la ciudad
Por su singularidad y belleza se ha convertido en el símbolo de la ciudad. En ocasiones especiales, el Ayuntamiento de Badalona otorga una copia de la Venus a personas y organizaciones, en signo del máximo reconocimiento de la ciudad. Además, también es empleada como estatuilla de premio del FILMETS Badalona Film Festival.